# Moutiers-au-Perche
Moutiers-au-Perche (mu.tje.o.pɛʁʃⓘ) es una población y comuna francesa, situada en la región de Baja Normandía, departamento de Orne, en el distrito de Mortagne-au-Perche y cantón de Rémalard.

## Demografía
| 590 | 550 | 532 | 525 | 507 | 506 |
| Para los censos de 1962 a 1999 la población legal corresponde a la población sin duplicidades (Fuente: INSEE [Consultar]) |     |     |     |     |     |